# كفر حلدا
كفر حلدا، هي قرية لبنانية من قرى قضاء البترون في محافظة الشمال.
تبعد كفر حلدا حوالي 80 كلم عن بيروت عاصمة لبنان. ترتفع حوالي 640 م عن سطح البحر وتمتد على مساحة تُقدَّر ب 333 هكتاراً.